# Halim Perdana Kusumah
Halim Perdana Kusumah is een plaats (wijk) - (kelurahan) in het bestuurlijke gebied Makasar, Jakarta Timur (Oost-Jakarta) in de provincie Jakarta, Indonesië. De plaats telt 32.899 inwoners (volkstelling 2010).